# اقلیم دریایی حاره‌ای
اقلیم دریایی حارّه‌ای (انگلیسی: Tropical marine climate) نوعی اقلیم حاره‌ای است که عمدتاً تحت تأثیر اقیانوس قرار دارد. این اقلیم معمولاً در جزیره‌ها و مناطق ساحلی عرض‌های جغرافیایی ۱۰ درجه تا ۲۰ درجه شمال و جنوب استوا یافت می‌شود. در اقلیم دریایی حاره‌ای دو فصل اصلی خشک و مرطوب وجود دارد. میزان بارندگی سالانه این اقلیم از ۱۰۰۰ تا بیش از ۱۵۰۰ میلی‌متر (۳۹ تا ۵۹ اینچ) است و دما بین ۲۰ تا ۳۵ درجه سانتیگراد (۶۸ تا ۹۵ درجه فارنهایت) متغیر است. در اقلیم دریایی حاره‌ای، بادهای بسامان در تمام طول سال می‌وزند و مرطوب هستند، زیرا از دریاهای گرم عبور می‌کنند. این شرایط آب و هوایی در مناطقی مانند سراسر کارائیب، سواحل شرقی برزیل، ماداگاسکار و کوئینزلند و بسیاری از جزایر واقع آب‌های مناطق حاره‌ای یافت می‌شود.